# Holminaria
Genre
Holminaria est un genre d'araignées aranéomorphes de la famille des Linyphiidae.

## Distribution
Les espèces de ce genre se rencontrent en Russie asiatique et en Asie de l'Est.

## Liste des espèces
Selon World Spider Catalog (version 16.5, 08/10/2015) :
- Holminaria pallida Eskov, 1991
- Holminaria prolata (O. Pickard-Cambridge, 1873)
- Holminaria sibirica Eskov, 1991

## Publication originale
- Eskov, 1991 : New linyphiid spiders from Siberia and the Far East 1. The genus Holminaria gen. nov. (Arachnida, Araneae: Linyphiidae). Reichenbachia, vol. 28, p. 97-102.